# USB
 Тази статия е за стандарта за свързване.  За „флашката“ вижте USB флаш.  
Универсалната серийна шина (на английски: Universal Serial Bus – USB) е серийна шина за свързване на компютър с периферни устройства. Чрез USB е възможно флашки и други устройства директно да се включват към работеща система (Hot-Plugging), като техните особености и характеристики се разпознават автоматично.

## Кратко описание
USB е серийна шина, т.е. единичните битове на един пакет данни пътуват един след друг. Прехвърлянето на пакетите данни става симетрично по два проводника, по единия от които тече реалният сигнал, а по другия – инвертираният. Приемникът на сигнала модулира разликата в напреженията на дадените сигнали; разликата в напреженията между логическата нула и единица е винаги два пъти по-голяма, така смущаващите сигнали биват елиминирани. Това повишава сигурността на предаване на данни и намалява смущенията. Другите два проводника служат за захранване на включеното устройство. Постигането на високи скорости на пренос със сравнително нисък разход на енергия се постига именно защото не се предават повече сигнали по отделни проводници и не се употребява синхронизиращ сигнал.
USB шината се характеризира с Master-Slave организация, в която едно главно устройство, наричано master или host (най-често компютър) управлява до 127 свързани устройства. Все пак към едно USB портче може да се свърже само едно-единствено устройство. Ако се изискват повече на брой устройства, в самия USB порт се слага USB разклонител или т. нар. хъб (Hub), който увеличава броя на възможните свързани устройства. Хъбът използва дървовидна структура, която винаги завършва в хост-контролера.

## История
Първата спецификация USB 1.0 е създадена от компанията Intel и пусната на пазара през 1996 г. Шината е създадена като връзка на периферните устройства към компютър и като наследник на цяла гама от интерфейси и портове, съчетавайки плюсовете им. Затова USB не се ограничава само до мишки и клавиатури, а се включва и към други периферни устройства като скенери и принтери. Имало е носители на информация като твърди дискове, също поддържани от USB 1.0 поради високата скорост на пренос, но рядко се използват в действителност.
Един от първите чипсети, които поддържат USB протокола, е 440FX, чийто произход идва от Pentium Pro и по-късно е използван и в Pentium II. Той е слабо разпространен до вкарването на ATX-дънни платки. Причината за това може да се търси в редица факти, като например липсата на поддръжка на USB от тогавашните ОС Windows 95 и Windows NT 4.0, както и факта, че в началото е имало много малко USB устройства. Този криволичещ старт носи на шината прякора „Useless Serial Bus“ (Ненужна серийна шина).
Към края на 1998 г. идва усъвършенстваната версия USB 1.1, която на първо време отстранява много неясноти и грешки при USB 1.0 и добавя Interrupt Out Transfer. Скоростта не е променена. По това време USB не е конкуренция на създадената от Apple FireWire (IEEE 1394), която в началото си (1995) предлага скорост на пренос до 400 Mbit/s, а от април 2003 – до 800 Mbit/s. Въпреки това от Apple започват да използват USB 1.1.
През 2000 г. е представена спецификацията USB 2.0, която предлага скорост на трансфер 480 Mbit/s, като така си проправя път към твърдите дискове и видеокартите. Първите продукти обаче се появяват на пазара едва от 2002 г.
През 2008 г. е представена спецификацията USB 3.0 Super Speed, за която се рекламира, че предлага скорост на трансфер 5 Gbit/s, но реално е ограничена до 4 Gbit/s. Максималната теоретична скорост се изчислява под 4 Gbit/s. Тази спецификация изисква и нови щекери, кабели и букси, които в голямата си част са съвместими със старите.
Първите дънни платки с USB 3.0 навлизат през 2011. В същата година идва и отговорът на Intel в отбор с Apple – Thunderbolt. Thunderbolt е около 3 до 6 пъти по-бърз от USB 3.0 (2х10 Gbit/s) и съчетава в себе си други интерфейси, като eSATA и DisplayPort.

### Приложение
USB се използва при много устройства, като носители на информация (при някои външни HDD, FDD, DVD-устройства), скенери, принтери, уебкамери, мишки, клавиатури, но дори и при графични карти и монитори. Някои от тези устройства, като например флашките, са само и единствено с USB интерфейси. USB може да поеме без външно захранване устройства, които изискват работно напрежение не повече от 5 V (мишки, телефони, клавиатури), но и някои CIS-скенери и повечето 2,5 инчови HDD преносими устройства.
USB трябваше да измести много от старите серийни (RS 232, PS/2), паралелни (Centronix) и аналогови (Gameport) портове. Това към 2013 г. все още не е факт. Стари устройства като серийни модеми или паралелни принтери все още се предлагат на много места. В индустрията все още се използва RS232 за стари компютри или преходни карти, защото не е наличен USB-адаптер и тези периферни устройства преживяват дълго време. В същото време USB конкурира и PCMCIA-слотовете, както и SCSI интерфейса, защото USB предлага по-висока скорост на пренос на данни. Данните се предават на пакети, а това не е подходящо за особено чувствителни устройства.
Откакто се наложи спецификацията USB 2.0, са възможни сравнително високи скорости на пренос на данни, защото USB се внедри и при някои харддискове и фотокамери. Във външните устройства за пренос за данни USB е в конкуренция с eSATA и FireWire.

## Характеристики

### Работни напрежения
Важно е да се отбележи, че USB осигурява максимален ток 500 mA (High Power) и 100 mA (Low Power) при номинално напрежение от 5 V. Друг важен аспект е входното напрежение на последното устройство в дървовидната структура. На изхода на USB-хоста напрежението трябва да е в границите 4,65 – 5,25 V, въпреки че в края на USB кабела е позволено да падне до 4,4 V, а след пасивен хъб долната граница се намалява до 4 V.
Външните 3,5-инчови устройства изискват отделно захранване, защото освен предоставяните им 5 V, за въртящата система се използват 12 V и при натоварване консумацията на ток далеч надвишава подаваните 500 mA.
Външните 2,5-инчови устройства по принцип изискват от 600 до 1100 mA работен ток, но голяма част от тях се задоволяват и с 250 до 400 mA (данни от 2010 г.). При устройствата, които изискват по-голямо захранване, се прилагат други практики, като например свързване към два хостадаптера (въпреки че по условие USB не позволява това) или допълнителни входове за напрежение (данни 2011 г.).
Външните 1,8-инчови харддискове изискват входящ ток 400 mA и 150 mA при работа, така че те напълно се поемат от USB.
С USB 3.0 се увеличава работният ток до 900 милиампера. Въпреки това не всички 2,5-инчови устройства биват поети напълно от USB захранването.

## Версии

### USB 1.0/1.1
(януари 1996)
- Скоростта на трансфер при USB v1.1 е максимум 12 Mbit/s
- USB използва четири проводника (2 за данни и 2 за захранване)
- USB кабелът може да се използва и като вид захранване (5V, 0,5 A max)
- Чрез разширителни USB хъбове могат да бъдат включени до 127 устройства към един порт

### USB 2.0
(април 2000)
- Това е най-често срещаната версия на пазара към 2002 г. Характерна е с по-високата си скорост на трансфер до 480 Mbit/s (60 MB/s) както и със съвместимостта с по-старите версии от този вид интерфейс.

### USB 3.0
- През 2008 г. е демонстрирана спецификацията USB 3.0 SuperSpeed с максимална скорост на трансфер до 4,8 Gbit/s (614,4 MB/s) (теоретична скорост при идеални условия) и обратна съвместимост с предишните версии.

### USB 3.1
- Спецификацията USB 3.1 Superspeed, приета през юли 2013 г. удвоява скоростта на предаване в сравнение с USB 3.0 до 10 Gbit/s. Това води до преименуване. Спецификацията USB 3.0 се обединява със спецификацията USB 3.1 и започва да се нарича USB 3.1 Gen 1 (по-рано – Superspeed). Още по-бързия стандарт SuperSpeed+ пък се нарича USB 3.1 Gen 2.
- С тази версия започва да се използва нов конектор – USB-C, който е със симетрична форма (може да се обръща на 180°). Той позволява по-висока скорост на пренос на данни – до 10 Gbps, която естествено е възможна само с устройства, поддържащи последната версия на стандарта. Стандартът USB 3.1 е обратно съвместим с USB 3.0 и USB 2.0.

## Техника на пренос/спецификация

### Различни хост-контролери
USB-контролерните чипове в компютъра се придържат към един от трите зададени стандарти. За едно USB-устройство тези използвани контролери са (почти във всички случаи) прозрачни. Все пак потребителят трябва да е наясно що за чип се използва в компютъра. Ето и трите вида чип-контролери:
Universal Host Controller Interface
UHCI е обявен през ноември 1995 г. от Intel. Актуалната версия е 1.1. UHCI-чиповете пренасят информация със скорост 1,5 или 12 Mbit/s в съответно Low или Full-Speed режим. Сега този тип чипове се произвежда от Intel и VIA Technologies.
Open Host Controller Interface
OHCI е спецификация, разработена с общи усилия от Compaq, Microsoft и National Semiconductor. Версия 1.0 на стандарта е представена през декември 1995 г., актуалната версия е 1.0а и идва през 1999 г. OHCI контролерът по принцип има същите възможности както UHCI чипове, но поема повече задачи от хардуера и заради това е по-бърз.
Enhanced Host Controller Interface
EHCI е готов за USB 2.0. При този контролер е възможно само предаването в режим High-Speed (480 Mbit/s). Когато устройство тип USB 1.1 е свързано към такъв порт, EHCI прехвърля трансфера към UHCI или OHCI контролера, които са вградени в EHCI. Ако не е на разположение ЕHCI контролер, High-Speed устройства ще бъдат прехвърлени към USB 1.1 контролер и ще работят на възможно най-малка си честотна лента.